# Električna energija
Električna energija je pojam koji se može odnositi na više usko povezanih oblika energije:
- energija sadržana u električnom polju
- potencijalna energija električnog naboja
- energija električne struje

Mjerna jedinica SI za električnu energiju je džul (J), ali se u fizici koristi također i elektronvolt (eV), a za obračun energije u elektroenergetskom sustavu uobičajeni su višekratnici jedinice vatsat (Wh), npr. kilovatsat (kWh) i megavatsat (MWh). Električnu energiju koristimo u svakodnevnom životu npr.za rasvjetu,za zabavu,za pripremu i čuvanje hrane,za hlađenje(katkad i za zagrijavanje)prostora...

## Snaga
Prolaskom kroz materijale električna struja ispoljava toplinski učinak, odnosno zagrijava materijal kroz koji prolazi. Isto tako, ona može ispoljavati i magnetski, kemijski ili mehanički učinak.
Taj će učinak biti to jači, što je veći umnožak jakosti struje i napona koji je tu struju protjerao kroz strujni krug. Taj se umnožak stoga zove snaga ili električni učinak električne struje. Veličinski se snaga izražava u Wat-ima, a bilježi se s W. Wat se ponekad naziva i Voltamper (VA).
Snagu od 1 W proizvodi struja jakosti 1A,  ako je ostvarena uz pomoć napona od 1 V. Drugim riječima, trošilo koje je pod naponom od 1 V propustilo struju jakosti 1 A troši 1W snage. Iz same definicije snage slijedi matematski izraz za izračun snage:
P = U • I
gdje je:
P = snaga trošila (električna energija utrošena u 1 satu)  u W ili VA
U = napon (V)
I  =  jakost struje (A)
W ili VA je mala jedinica za snagu, pa se obično upotrebljava  
kilovat:     1 kW = 1000 W.  a za velike snage
megavat:   1 MW= 1000 kW = 1000.000 W. Još je veća jedinica
gigavat :    1 GW = 1000 MW = 1000.000 kW = 1000,000.000 W
Vrlo male snage (elektronika) mjere se u milivatima:   1mW = 1/1000 W

## Rad struje (električna energija)
Razumije se, ako struja duže djeluje, bit će veći i ukupni efekti njenog djelovanja, odnosno bit će veća ukupna količina utrošene električne energije.
Ona se uobičajeno iskazuje u kilovatsatima (kWh), a izračunati se može po matematskom izrazu:
A = P • t
gdje je:
A = energija (količina rada)   kWh
P = (prosječna) snaga  (kW, odnosno kVA)
t = vrijeme u satima ( h)
Ako snagu izrazimo kao umnožak struje i napona, dobivano:
A = U • I • t  (kWh) (napon i jakost struje odnose se na efektivne vrijednosti)
Puno manja jedinica od kWh za energiju bila bi vatsekunda. Važi odnos:
1 kWh = 3,600.000 Ws (1000 W u kW x 60 sek. u min.  x 60 min u satu)
Energija se izražava u kWh  (odnosno odgovarajućim manjim ili većim jedinicama, Ws,  MWh ili GWh), dok je kW ili odgovarajuće manje ili veće jedinice  (mW, W, MW, GW) jedinica za snagu, tj. utrošenu energiju u jedinici vremena (u 1 sekundi ili 1 satu).  Dakle:
Snaga je energija utrošena u jedinici vremena.
Kada plaćamo električnu energiju, plaćamo utrošene kilovat sate (kWh), a ne kilovate. Kad kažemo da je snaga naše električne pećice je 2 kW, to znači da će ona kroz 1 sat potrošiti 2 kWh energije. Koliko ćemo energije potrošiti tijekom dana, zavisit će o tome koliko sati je uključena naša pećica.

## Stupanj djelovanja
Korisna uporaba električne energije uključuje pretvorbu električne energije u neku drugu vrstu energije - svjetlo, toplinu ili kod elektromotora mehanički rad - okretanje nekog stroja, ili u kemijskim procesima kemijski učinak.
Uređaji za pretvorbu energije (sijalica, kupaonski bojler i drugo) nikada ne mogu svu utrošenu električnu energiju pretočiti u korisni učinak. Tako primjerice sijalica daleko više energije troši na potpuno beskorisno grijanje sijalice, a tek mali dio se pretvara u vidljivu svjetlost. Kupaonski bojler osim vode grije i okoljnji zrak, to više što je vrelija voda u bojleru i što duže držimo bojler uključen između dva kupanja. A tako je i sa svim drugim uređajima.
Stručnije rečeno, energija utrošena iz električne mreže, uvijek je veća od korisnog učinka ostvarenog u električnim uređajima.
Odnos između korisne energije i one koja je uzeta iz električne mreže, naziva se stupnjem djelovanja, a bilježi se s η  (čitaj:  eta). Stupanj djelovanja možemo izračunati iz usporedbi snaga 
Pkorisno
η =  -----------   i uvijek je manji od 1
Pmreže
Okrenemo li taj izraz, dobivamo izraz za izračunavanje potrebne snage, ako znamo koju korisnu snagu treba razvijati naš uređaj, pa će biti: 
Pmreže = Pkorisno / η
Budući da je η u nazivniku manji od 1, utrošak snage će uvijek biti veći od korisne snage koju trebamo ostvariti.
Kod uređaja koji rade intermitentno (tj. koji mijenjaju snagu tijekom vremena) ispravnije je stupanj djelovanja računati iz usporedbe korisno utrošene energije, prema ukupnoj energiji uzetoj iz električne mreže po izrazu  η = Akorisno/Amreže,
gdje A predstavlja energiju u kWH.
Čovjek nastoji graditi uređaje sa što boljim stupnjem iskorištenja utrošene energije, odnosno sa što većim η,  ali on i kod dobrih uređaja rijetko prelazi 0,7 do 0,8,  a kod mnogih je i daleko lošiji.
Izgubljena energija najčešće se troši na nepoželjno zagrijavanje uređaja zbog normalnog rada, pa ne samo što na to gubimo dio energije, nego u uređaje još treba i ugrađivati sustave hlađenja da to zagrijavanje ne ošteti uređaje. Tako primjerice veći elektromotori moraju imati rebra za hlađenje i ventilator koji puše preko tih rebara da se namotaji i ležajevi motora ne bi pregrijali i oštetili.  Što su uređaji veći, to je veći i problem zagrijavanja. Tako primjerice za hlađenje malih transformatora za elektroniku dovoljno je kutiju uređaja izvesti prozračno, dok se veliki transformatori moraju kupati u specijalnom transformatorskom ulju, koje se hladi u radijatorima prigrađenim na transformator. 
Zagrijavanje uređaja u radu posebno je problematično za ljetnih vrućina, ili u jako zagrijanim prostorima, gdje je prirodno hlađenje slabo. Zbog toga proizvođači za svoje uređaje propisuju dopušteni raspon temperatura u kojima garantiraju ispravan rad uređaja, posebno najveću dopuštenu temperaturu okoline. Osobito su teški uvjeti rada u tropskim krajevima, u kojima osim visokih temperatura zrak ima i veliki sadržaj vlage, koja smanjuje električni otpor izolatora. Zbog toga se za te krajeve ponekad rade specijalne tzv.  tropske izvedbe.  Ako ne poštujemo uvjete koje je propisao proizvođač a dogodi se kvar na uređaju, proizvođač nam neće priznati garanciju .

## Preopterećenje instalacije
Uključenjem prevelikog broja trošila na izvor struje (pa tako i na gradsku mrežu)  previše će narasti jakost struje kroz električnu mrežu, što će u prvo vrijeme rezultirati jačim padom napona na unutrašnjem otporu izvora i električnim vodovima od dopuštenoga (struja postaje "slaba"). U slučaju neispravnih (prejakih ili krpanih) osigurača daljnjeg preopterećenja doći će do opasnog pregrijavanja, pa i usijanja električnih vodova na najtanjim ili slabije spojenim mjestima opterećenog ogranka električne instalacije, što će uzrokovati požar. Uloga raznih vrsta osigurača jest upravo u sprječavanju takvog razvoja događaja.
Slabo spojena mjesta (bilo da se radi o korodiranim spojevima ili slabim kontaktima prekidača ili utičnica, slabo stegnutim vijcima priključaka i slično) jednako tako predstavljaju opasnost pri jačim opterećenjima električne mreže, jer uzrokuju iskrenje (tzv. "šmelcanje" odnosno efekt varenja) i jako lokalno zagrijavanje uz požarnu opasnost.  Svaki sumnjivi miris na spaljenu gumu ili plastiku ili zagrijanost žbuke u području prolaska električnih vodova znak je za opasnost, pa ako ga osjetimo, bez odlaganja treba isključiti što više jakih trošila i provjeriti instalaciju, a po potrebi i odmah isključiti napon.
U energetskom sustavu koga čine elektrane, dalekovodi i transformatorska postrojenja preopterećenje može dovesti do rušenja sistema, tj. do prestanka obskrbe širih područja električnom energijom. Takve situacije nastoje se izbjeći međusobnim povezivanjem energetskih sustava na međunarodnom nivou.

## Energetski izvori
Električna energija je najprikladniji oblik energije za industrijsku i kućnu potrošnju. Zanemarimo li male i minijaturne izvore poput baterija i akumulatora, ona se međutim stvara pretvorbom drugih vrsta energije u električnu, u raznim vrstama električnih centrala:
- Termoelektrana
- Hidroelektrana
- Nuklearna elektrana
- Alternativni izvori:
  - Solarna energija
    - Solarna kuća
    - Solarni kolektor
    - Solarni članak

  - Vjetroelektrana
  - Bioplin
- Geotermalna elektrana
- Agregati

Najveće učešće u svjetskoj proizvodnji energije pripada termocentralama koje troše fosilna goriva. Zbog ograničenosti prirodnih resursa i rapidno rastuće potrošnje energije, a s tim u vezi i opasno rastućeg ekološkog zagađenja planete, nastoji se na porastu udjela (masno tiskanih) obnovljivih izvora u ukupnoj svjetskoj produkciji energije. Alternativni izvori međutim za sada ne mogu značajnije smanjiti potrošnju fosilnih goriva. Trenutno su značajni napori usmjereni na zamjenu fosilnih goriva biodizelom, tj. gorivom dobivenim iz biljaka (uljane repice i dr.) koje je obnovljivi i ekološki podobniji energetski izvor.
Budući da se ogromne količine energije troše na grijanje prostorija i sanitarne potrošne vode, veliki značaj bi imao i porast iskorištenja sunčane energije primjenom kolektora i pasivnih sustava "solarnih kuća" koji toplinsku energiju sunčeva zračenja direktno koriste za grijanje.

## Vanjske poveznice
- Europski energetski portal (cijene energenata u državama Europske unije)